# Flora de Cuba
La flora de Cuba cuenta con más de 6500 especies sólo de plantas con semilla, especialmente en los bosques; entre las que se encuentran plantas tropicales, de río y frutales. Originariamente Cuba se encontraba llena de una espesa vegetación, que ha sido degradada para desarrollar la agricultura. No obstante existen muchos programas para el cuidado y mantenimiento de estos bosques, que albergan gran diversidad. Las maderas preciosas de Cuba son muy cotizadas.
Las especies listadas incluyen árboles, hierbas, parras, trepadoras, lianas, arbustos, subarbustos, que son nativas 
o endémicas, halladas en Cuba.
Están excluidas plantas cultivadas, especies invasoras, introducidas por humanos (ejemplo: malezas).
Los géneros o especies endémicas, se marcan en "negrita".

## A
- Acacia belairioides
- Acacia bucheri
- Acacia cornigera
- Acacia daemon
- Acacia roigii
- Acacia zapatensis
- Acoelorraphe wrightii
- Acrocomia crispa
- Agave anomala
- Ageratina riparia
- Albizia berteriana
- Allophylus roigii
- Amyris cubensis
- Amyris polymorpha
- Annona cristalensis
- Annona ekmanii
- Asplenium serratum
- Ateleia gummifera
- Ateleia salicifolia
- Atkinsia cubensis
- Avicennia germinans

## B
- Bactris cubensis
- Banara wilsonii
- Begonia cubensis
- Behaimia cubensis
- Belairia parvifolia
- Brya ebenus
- Bucida ophiticola
- Buddleja americana
- Bunchosia linearifolia
- Bursera simaruba
- Byrsonima crassifolia

## C
| - Calopogon tuberosus - Calycolpus excisus - Calyptranthes arenicola - Calyptranthes flavoviridis - Calyptranthes polyneura - Calyptranthes pozasiana - Calyptranthes rostrata - Calyptronoma plumeriana - Cameraria microphylla - Capparis cynophallophora - Caribea litoralis - Carpodiptera mirabilis - Carpodiptera ophiticola - Casearia crassinervis - Catalpa brevipes - Cedrela odorata - Chamaecrista bucherae - Chascotheca neopeltandra - Chrysobalanus icaco - Cissus trifoliata - Clusia major - Coccoloba diversifolia - Coccothrinax acunana - Coccothrinax alexandri - Coccothrinax baracoensis - Coccothrinax bermudezii - Coccothrinax borhidiana - Coccothrinax camagueyana - Coccothrinax clarensis | - Coccothrinax crinita - Coccothrinax cupularis - Coccothrinax elegans - Coccothrinax fagildei - Coccothrinax fragrans - Coccothrinax garciana - Coccothrinax guantanamensis - Coccothrinax gundlachii - Coccothrinax hioramii - Coccothrinax leonis - Coccothrinax litoralis - Coccothrinax macroglossa - Coccothrinax microphylla - Coccothrinax miraguama - Coccothrinax moaensis - Coccothrinax munizii - Coccothrinax muricata - Coccothrinax nipensis - Coccothrinax orientalis - Coccothrinax pauciramosa - Coccothrinax pseudorigida - Coccothrinax pumila - Coccothrinax rigida - Coccothrinax salvatoris - Coccothrinax savannarum - Coccothrinax saxicola - Coccothrinax torrida - Coccothrinax trinitensis | - Coccothrinax victorini - Coccothrinax yunquensis - Coccothrinax yuraguana - Colpothrinax wrightii - Copernicia baileyana - Copernicia brittonorum - Copernicia cowellii - Copernicia curbeloi - Copernicia curtissii - Copernicia fallaensis - Copernicia gigas - Copernicia glabrescens - Copernicia hospita - Copernicia humicola - Copernicia longiglossa - Copernicia macroglossa - Copernicia molineti - Copernicia rigida - Copernicia roigii - Copernicia yarey - Cordia sebestena - Crescentia cujete - Cyathea balanocarpa - Cyathea brooksii - Cyathea fulgens - Cyathea × boytelii - Cynometra cubensis - Cyrilla racemiflora |

## E
- Erythrina elenae
- Euchorium cubense
- Eugenia aceitillo
- Eugenia acunai
- Eugenia acutissima
- Eugenia bayaten
- ficus buyatana
- Gastrococos
- Gordonia curtyana
- Guaiacum officinale
- Guaiacum sanctum
- Guarea trichiliodes
- Gyminda orbicularis

## H

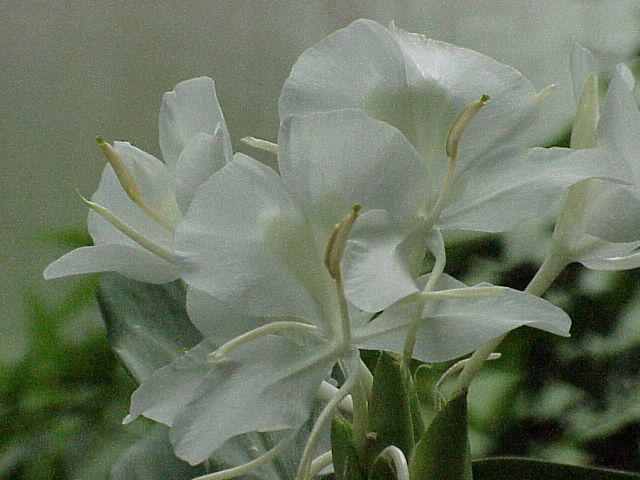
La flor nacional de Cuba es la "Flor de Mariposa" Hedychium coronarium.

- Harpalyce maisiana
- Helietta glaucescens
- Hemithrinax
- Henriettea granularis
- Henriettea punctata
- Henriettea squamata
- Hernandia cubensis
- Hibiscus elatus
- Hieronima crassistipula
- Hildegardia cubensis
- Hymenaea torrei

## J
- Jacaranda arborea
- Juglans insularis

## K
- Krokia pilotoana

## L
- Licaria cubensis
- Ludwigia peploides
- Lunania cubensis
- Lunania dodecandra
- Lunania elongata
- Lyonia elliptica
- Lyonia maestrensis

## M
- Magnolia minor
- Manilkara mayarensis
- Miconia mirabilis
- Miconia perelegans
- Microcycas
  - Microcycas calocoma
- Micropholis polita
- Mozartia emarginata
- Mozartia maestrensis
- Mozartia manacalensis
- Myrtus claraensis

## N
- Nectandra minima
- Neea ekmanii
- Nowellia wrightii

## O
- Ochroma pyramidale

## P
- Pachyanthus pedicellatus
- Picrodendron baccatum
- Pimenta adenoclada
- Pimenta cainitoides
- Pimenta ferruginea
- Pimenta filipes
- Pimenta odiolens
- Pimenta oligantha
- Pimenta podocarpoides
- Pinus caribaea (pino caribeño)
- Pinus cubensis (pino cubano)
- Pinus tropicalis (pino tropical)
- Pisonia ekmani
- Pithecellobium savannarum
- Plinia rupestris
- Podocarpus aristulatus
- Pouteria aristata
- Pouteria cubensis
- Pouteria micrantha
- Pouteria moaensis
- Pseudosamanea cubana
- Psidium havanense
- Psychotria cathetoneura

## R
- Rheedia aristata
- Rivea corymbosa

## S
- Sabal palmetto
- Sarcomphalus havanensis
- Senna domingensis
- Sideroxylon acunae
- Sideroxylon angustum
- Sideroxylon confertum
- Sideroxylon jubilla
- Spirotecoma apiculata
- Spirotecoma holguinensis
- Synapsis ilicifolia

## T
- Tabebuia anafensis
- Tabebuia arimaoensis
- Tabebuia bibracteolata
- Tabebuia dubia
- Tabebuia elongata
- Tabebuia furfuracea
- Tabebuia hypoleuca
- Tabebuia jackiana
- Tabebuia oligolepis
- Tabebuia polymorpha
- Tabebuia shaferi
- Tabernaemontana apoda
- Tapura orbicularis
- Terminalia eriostachya
- Terminalia intermedia
- Tetrazygia elegans
- Thrinax ekmaniana
- Trichilia pungens
- Trichilia trachyantha

## U
- Utricularia pusilla
- Utricularia resupinata

## V
- Vaccinium bissei
- Victorinia regina
- Vitex acunae

## X
- Ximenia roigii
- Xylopia ekmanii

## Z
- Zamia kickxii
- Zamia pumila
- Zamia pygmaea